# Trentepohlia (Mongoma) siporensis
Trentepohlia (Mongoma) siporensis is een tweevleugelige uit de familie steltmuggen (Limoniidae). De soort komt voor in het Oriëntaals gebied.